# Katarzyna Rybińska
Katarzyna Rybińska, po mężu Arient (ur. 15 marca 1968) – polska lekkoatletka, specjalizująca się w biegach średnich i długich, mistrzyni Polski.

## Kariera sportowa
Była zawodniczką Pomorza Stargard.
Na mistrzostwach Polski seniorek zdobyła jeden medal: złoty w biegu przełajowym na 3 km w 1989. 
W latach 90. startowała w USA. Jako studentka Lewis University zwyciężyła w mistrzostwach NCAA II dywizji na otwartym stadionie w biegu na 5000 metrów (1997 i 1998) oraz 10 000 metrów (1997 i 1998), w halowych mistrzostwach NCAA II dywizji w 1997 w biegu na 5000 metrów oraz mistrzostwach NCAA II dywizji w biegu przełajowym w 1997.
W 2016 została zaliczona przez The U.S. Track & Field and Cross Country Coaches Association do he USTFCCCA Division II Hall of Fame, w 2017 The Great Lakes Valley Conference zaliczyła ją do GLVC Hall of Fame, w 2018 została wybrana do Lewis University Flyers Hall of Fame.
Rekordy życiowe:
- 800 m: 2:08.34 (30.07.1988)[1]
- 1500 m: 4:17.68 (12.08.1988)[1]
- 5000 m: 16:32.44 (27.03.1998) (w hali - 16:29.30 (8.03.1997)[9]
- 10 000 m: 34:41.31 (25.04.1997)[9]